# Collex-Bossy

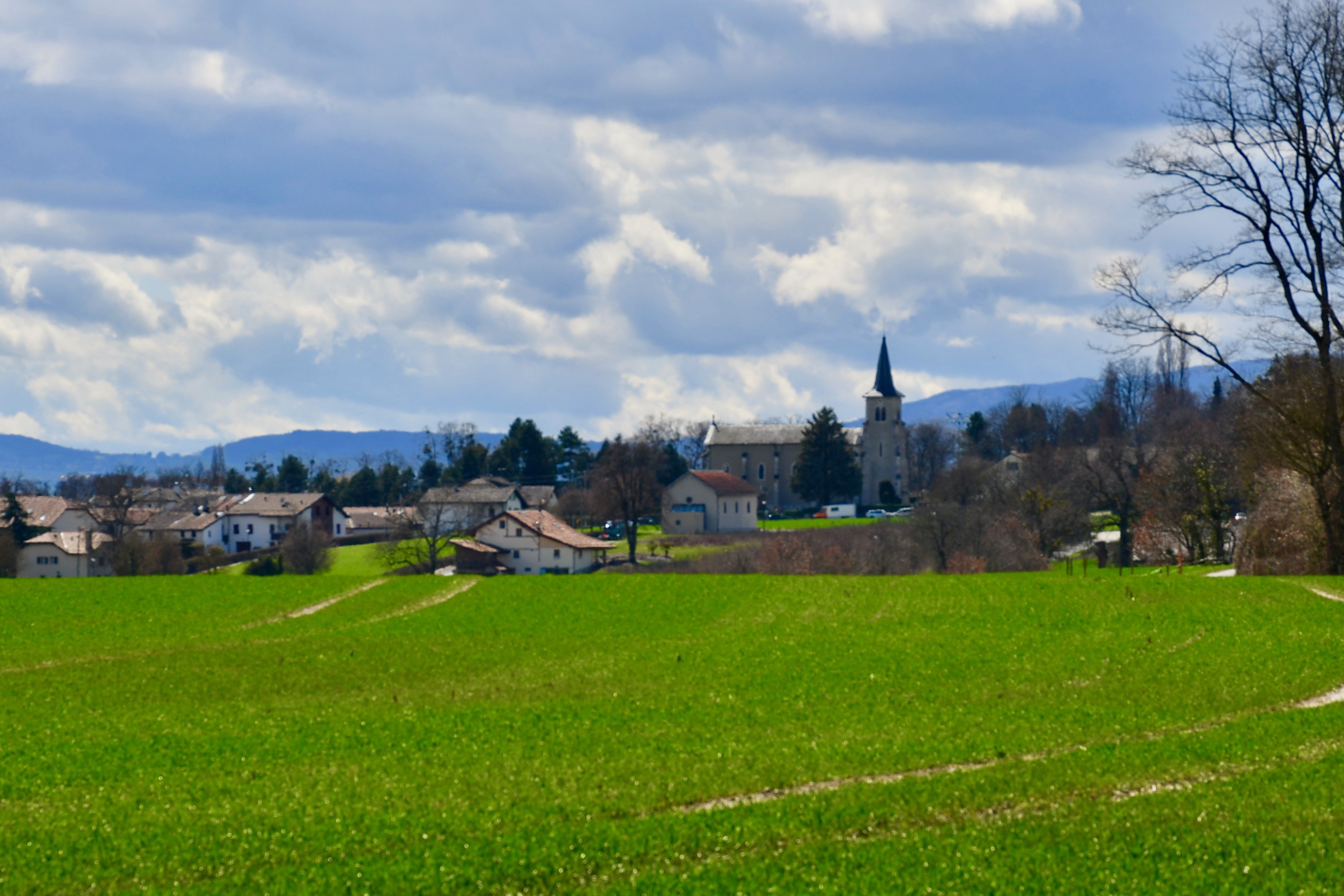
Das Dorf Collex

Collex-Bossy ist eine politische Gemeinde des Kantons Genf in der Schweiz.
Die Wohngemeinde umfasst die Dörfer Collex und Bossy und befindet sich am rechten Ufer der Versoix an der Grenze zu Frankreich.

## Geschichte
Wie die meisten Genfer Gemeinden war Collex-Bossy von 1536 bis 1567 unter Berner Herrschaft und wurde reformiert. Anschliessend gelangte die Gemeinde an Savoyen und 1601 an Frankreich. 1815 trat Frankreich Collex-Bossy an Genf ab.
Von 1790 bis 1855 wurde die Gemeinde auch als Bellevue bezeichnet, das anschliessend eine eigenständige Gemeinde wurde.
Bereits wenige Jahre nach dem Beginn der Motorfliegerei wurde 1910 einer der ersten Flugplätze der Schweiz in Collex-Bossy gegründet. Das Aerodrome verfügte neben einer präparierten Graspiste auch über Hangars, wurde allerdings schon wenige Jahre später wieder weitgehend aufgegeben. 1919 wählte der Grosse Rat des Kantons Genf das Gelände zwar zunächst für den Bau seines neuen Flughafens aus, entschied sich aber kurz darauf für das nahe Cointrin als Standort, «da gewisse Grundbesitzer überrissene Preisforderungen» stellten und langwierige Rechtsstreitigkeiten befürchtet wurden.

## Bevölkerung
| Bevölkerungsentwicklung | Bevölkerungsentwicklung | Bevölkerungsentwicklung | Bevölkerungsentwicklung | Bevölkerungsentwicklung | Bevölkerungsentwicklung | Bevölkerungsentwicklung | Bevölkerungsentwicklung | Bevölkerungsentwicklung | Bevölkerungsentwicklung | Bevölkerungsentwicklung | Bevölkerungsentwicklung |
| ----------------------- | ----------------------- | ----------------------- | ----------------------- | ----------------------- | ----------------------- | ----------------------- | ----------------------- | ----------------------- | ----------------------- | ----------------------- | ----------------------- |
| Jahr                    | 1850                    | 1860                    | 1900                    | 1950                    | 1980                    | 1990                    | 2000                    | 2010                    | 2012                    | 2014                    | 2017                    |
| Einwohner               | 740                     | 509                     | 444                     | 512                     | 524                     | 952                     | 1279                    | 1637                    | 1652                    | 1675                    | 1667                    |